# Niklaus Kury
Niklaus Kury, auch Niklaus Courri, (* 3. Juni 1737 in Reinach BL; † 1803 ebenda) war ein Schweizer Bildhauer und Schnitzer.
Niklaus Kury schuf 1765 zwei Seitenaltäre in der Pfarrkirche in Ettingen und führte gemäss „Baubuch“ von Lukas Sarasin in den 1760er-Jahren Bildhauerarbeiten im Weissen und im Blauen Haus am Rheinsprung in Basel aus. Das einzige von Kury erhaltene und durch Akten belegte Werk ist das ehemalige Zeughausportal von 1777 in Basel, heute an der Rückfront des Klingentalmuseums angebracht.
Weitere Werke, wie das grosse Wegkreuz am Dorfausgang, Richtung Aesch, von 1761 sowie die Reliefsupraporte von 1770 mit einer Darstellung der Flucht nach Ägypten am Kury-Hof in Reinach, das Portal und der Treppenantrittspfosten des Gasthauses «Zum Schlüssel» von 1773 und das Grabmal des Salzdirektor Franz Anton Goetz im Friedhof von 1785 werden Kury zugeschrieben. Goetz gab zahlreiche Arbeiten bei Kury in Auftrag. Von 1785 bis 1787 arbeitete Kuly als Schnitzer an der Ausgestaltung der Kirche in Pfeffingen.